# Gerhard Zadrobilek
Gerhard Zadrobilek (Breitenfurt, 23 de juny de 1961) va ser un ciclista austríac, que fou professional entre 1982 i 1990. La seva principal victòria fou la Clàssica de Sant Sebastià de 1989.

## Palmarès
- 1981
  - 1r de la Volta a Àustria i vencedor d'una etapa
  - Vencedor d'una etapa del Gran Premi Guillem Tell
- 1982
  - 1r a la Laaber Rundkurs
- 1983
  - 1r al Gran Premi del Cantó de Ginebra
- 1984
  - 1r a la Chur-Arosa
- 1987
  - 1r del Giro del Veneto
- 1989
  - 1r a la Clàssica de Sant Sebastià

### Resultats al Tour de França
- 1987. 14è de la classificació general
- 1988. 21è de la classificació general
- 1989. 60è de la classificació general

### Resultats al Giro d'Itàlia
- 1983. 62è de la classificació general
- 1985. 18è de la classificació general
- 1986. 55è de la classificació general
- 1989. 63è de la classificació general

### Resultats a la Volta a Espanya
- 1982. 69è de la classificació general
- 1989. 84è de la classificació general